# Argentinska konfederationen
Argentinska konfederationen  (spanska: Confederación Argentina) är ett av de officiella namnen på Argentina, enligt Argentinas konstitution, artikel 35. Det var också namnet på Argentina åren 1831–1852, då provinserna organiserades som en konfederation, utan statsöverhuvud. Buenos Aires-provinsens generalguvernör (Juan Manuel de Rosas under större delen av perioden) skötte utrikespolitiken. Under detta styre undvek man krig mot Bolivia, Uruguay, Frankrike och Storbritannien, liksom attacker från andra argentinska fraktioner under Argentinska inbördeskrigen. 
Rosas avsattes 1852 av Justo José de Urquiza, efter slaget vid Caseros. Urquiza sammankallade 1853 års konstituerande församling för att skriva en nationell konstitution. Buenos Aires motsatte sig Urquizas planer och lämnade konfederationen 1852, och blev Staten Buenos Aires, och provinsen återinträdde i Argentina först 1861.

### Fotnoter
1. ↑  ”Nordisk familjebok”. 19 mars 1896. https://runeberg.org/nfas/0614.html. Läst 4 mars 2012.
2. ↑  Art. 35.– Las denominaciones adoptadas sucesivamente desde 1810 hasta el presente, a saber: Provincias Unidas del Río de la Plata; República Argentina, Confederación Argentina, serán en adelante nombres oficiales indistintamente para la designación del Gobierno y territorio de las provincias, empleándose las palabras "Nación Argentina" en la formación y sanción de las leyes.
Artikel 35.– Benämningarna som antagits från 1810 och framåt: Río de la Platas förenade provinser, Argentinska republiken, Argentinska konfederation, skall hädanefter vara omväxlande officiella namn för att beskriva provinsernas styrelse och provinserna, med orden "Argentinska nationen" för beslutsfattande och lagstiftning.
3. ↑  Galasso, pp. 335–360